# 노란 벽돌 길
노란 벽돌 길(Yellow brick road)은 미국인 작가 라이먼 프랭크 바움의 1900년도 아동 소설 "오즈의 마법사"의 작중 설정이다.

## 같이 보기
- Goodbye Yellow Brick Road